# Ибрагим Паша Бушати
Ибрагим Паша Буша́ти (? — 1810) — албанский паша из знатного рода Бушати. Управлял пашалыком Шкодер в составе Османской империи (1796 — 1810 годы).

## Биография
Ибрагим Паша Бушати наследовал в 1796 году своему брату Кара-Мустафе-паше Бушати и был в хороших отношениях с султаном.
В 1805 году Ибрагим-паша Бушати был назначен султаном бейлербеем Румелии и предпринял неудачную попытку подавить сербское восстание под руководством Карагеоргия.
Ибрагим-паша Бушати находился во враждебных отношениях с другим могущественным албанским феодалом Али-пашой Янинским. Усиление позиций Али-паши в Южной Албании встревожило Ибрагим-пашу Бушати. Он стал вмешиваться в дела Южной Албании, оказывать поддержку врагам Али-паши, а затем вступил в открытый вооруженный конфликт с правителем Янины. В сентябре 1805 года в сражении близ Охрида Али-паша Янинский смог приостановить продвижение войск шкодринского паши.
В 1806 году два сына Али-паши, Ахмед Мухтар-паша и Вели-паша, служили под командованием шкодерского паши Ибрагима Бушати.
В 1810 году после смерти Ибрагим-паши Бушати ему наследовал племянник Мехмед Паша Бушати.